# Finkenberg
Finkenberg is een gemeente in het district Schwaz in de Oostenrijkse deelstaat Tirol.

## Geografie
Finkenberg ligt ongeveer drie kilometer ten zuidwesten van Mayrhofen, aan de ingang van het Tuxertal, tussen de uitlopers van de Penken en de Grünberg. Het is na Mayrhofen qua oppervlakte de grootste gemeente van het Zillertal. Het gemeentegebied omvat het Zemmtal ten westen van de Zemmbach, een deel van de Zemmgrund, de Zamser Grund en de Schlegeisgrund met het Schlegeisspeicher. Het grenst aan Zuid-Tirol met de Schwarzenstein (3368 meter), de Großer Möseler (3478 meter), de Hochfeiler (3510 meter), de Hohe Wand (3289 meter) en aan de gemeentegrens met Schmirn de Olperer (3476 meter). In het gemeentegebied liggen meerdere gletsjers.
Tot de gemeente behoren de kernen Dorf, Altenstall, Astegg, Au, Bösdornau, Brunnhaus, Dornau, Enntal, Freithof, Grent, Gschößwand, Gstan, Innerberg, Kohlstatt, Lindtal, Mooslau, Persal, Stein, Tal, Tiefental, Tuxegg en Zellberger. Ginzling heeft een aparte status voor Tirol: de kern Dornauberg links van de Zemmbach behoort tot de gemeente Finkenberg, terwijl Ginzling op de rechter oever van de Zemmbach bij Mayrhofen hoort. De Zemmbach vormt daarbij de grens tussen het bisdom Innsbruck ten westen van de rivier en het aartsbisdom Salzburg ten oosten daarvan.

## Geschiedenis
Hoewel er in het achterste deel van het Zillertal tot dusverre geen bewijs is gevonden voor bewoning van het gebied voor het begin van de geschiedschrijving, verraden de plaats- en veldnamen dat het gebied reeds voor het begin van de jaartelling bewoond werd. De Retoromaanse bevolking die hier gezien de namen geleefd moet hebben, voerden reeds voor Christus hun vee vanuit het zuiden over de Pfitscherjoch naar de bergweiden in de Zillergrund en het Tuxertal.
Toen de Bajuwaren eenmaal het gebied waren binnengedrongen, werd het gemeentegebied van Finkenberg gecultiveerd. Finkenberg werd halverwege de 14e eeuw voor het eerst vermeld. In de 15e eeuw vond er veel mijnbouw plaats waar koper en zilver werd gedolven. Tot in de 19e eeuw was landbouw een belangrijke bron van inkomsten, daarna nam het toerisme een steeds belangrijkere rol in.
Als gevolg van het Verdrag van St.-Germain uit 1919 werd een deel van het grondgebied behorend bij Sankt Jakob in het Ahrntal bij Finkenberg gevoegd. Hierdoor dient dit gebied voor de Zuid-Tiroler boeren nog steeds als weidegebied.
Inmiddels heeft Finkenberg zich, mede dankzij de bouw van een kabelbaan op de Penken in 1987, steeds verder ontwikkeld als toeristengemeente.

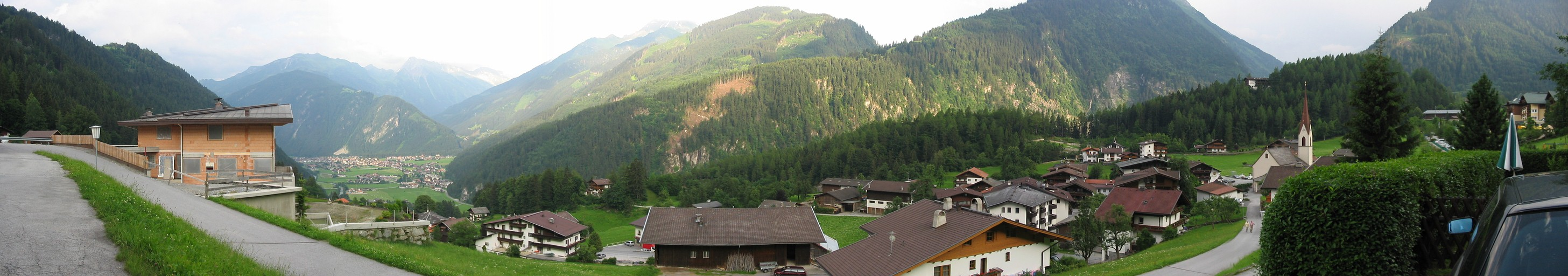
Panorama van Finkenberg

## Economie en infrastructuur
Finkenberg is thans sterk toeristisch. De gemeente is bereikbaar over de Zillertal-Bundesstraße. De Zillertalspoorlijn voert niet verder dan Mayrhofen. Voor een reis verder naar Finkenberg is busvervoer aanwezig.

## Bekende (oud-)inwoners
- Leonhard Stock (14 maart 1958), voormalig skiër
- Peter Habeler (22 juli 1942), bergbeklimmer
- Alfred Eberharter (7 november 1951), muzikant Schürzenjäger
- Peter Steinlechner (9 januari 1953), muzikant Schürzenjäger